# Крамаренко Олег Олександрович
Олег Олександрович Крамаренко (нар. 17 вересня 1970) — український та радянський легкоатлет, який спеціалізувався у спринті, фіналіст Олімпійських ігор (1996), чемпіон України, багаторазовий призер чемпіонатів СРСР та України, рекордсмен України. Майстер спорту України міжнародного класу.
2 червня 1996 на Кубку Європи в Мадриді разом з Костянтином Рураком, Сергієм Осовичем та Владиславом Дологодіним у складі збірної України встановив рекорд України в естафетному бігу 4×100 метрів (38,53). Після цього цей рекорд двічі повторювався (у 2002 та 2014) іншими українськими естафетними квартетами.
На внітрішніх змаганнях представляв спортивне товариство «Динамо» (Запоріжжя).

## Рекорди
За кар'єру встановив низку національних рекордів в естафетному бігу 4×100 метрів:
- 38,79 — 25 червня 1994 на Кубку Європи в Бірмінгемі разом із Олександром Шличковим, Дмитром Ваняікіним та Сергієм Осовичем.
- 38,76 — 12 серпня 1995 на чемпіонаті світу в Гетеборзі разом із Сергієм Осовичем, Дмитром Ваняікіним та Олексієм Чихачовим.
- 38,53 — 2 червня 1996 на Кубку Європи в Мадриді разом із Владиславом Дологодіним, Сергієм Осовичем та Костянтином Рураком.

## Основні міжнародні виступи
| Рік  | Змагання                      | Місто     | Місце | Дисципліна | Примітки |
| ---- | ----------------------------- | --------- | ----- | ---------- | -------- |
| 1991 | Чемпіонат світу               | Токіо     | 4чф6  | 100 м      |          |
| 1991 | ф7                            | 4×100 м   |       |            |          |
| 1992 | Чемпіонат СНД в приміщенні    | Москва    | 2     | 60 м       |          |
| 1992 | Чемпіонат Європи в приміщенні | Генуя     | ф6    | 60 м       |          |
| 1994 | Чемпіонат Європи в приміщенні | Париж     | 1пф6  | 60 м       |          |
| 1994 | Кубок Європи                  | Бірмінгем | 2     | 4×100 м    | [ 2 ]    |
| 1994 | Чемпіонат Європи              | Гельсінкі | ф4    | 100 м      |          |
| 1994 | 2                             | 4×100 м   |       |            |          |
| 1995 | Чемпіонат світу               | Гетеборг  | 4чф6  | 100 м      |          |
| 1995 | ф7                            | 4×100 м   |       |            |          |
| 1996 | Кубок Європи                  | Мадрид    | 1     | 4×100 м    |          |
| 1996 | Олімпійські ігри              | Атланта   | ф4    | 4×100 м    |          |
| 1997 | Чемпіонат світу               | Афіни     | 1заб3 | 4×100 м    |          |